# Museu do Castelo de York
O Museu do Castelo de York é um museu localizado em Iorque, North Yorkshire, Inglaterra, construído originalmente por Guilherme I de Inglaterra em 1068. O museu foi fundado por Dr. John L. Kirk em 1938, e está alojado em edifícios de prisões que foram construídos no local do castelo no século XVIII, a prisão dos devedores (construído em 1701-05 com pedra das ruínas do castelo) e a Penitenciária Feminina (construído em 1780-1785). Hoje o Museu do Castelo de York, pertence a Sociedade Filosófica de Yorkshire e está localizado nos antigos fundamentos da ex-Abadia de Santa Maria, que atualmente são os Jardins do Museu de York.
Uma das suas exposições de renome é a rua reconstruída, Kirkgate, que tem sido extremamente influente em expositores de museus em todo o mundo. O museu do castelo de York está localizado na já mencionada prisão dos devedores e o nome do museu vem do fato de estar no sítio do antigo castelo de York.